# Кастелтодино (Терни)
Кастелтодино је насеље у Италији у округу Терни, региону Умбрија.
Према процени из 2011. у насељу је живело 1097 становника. Насеље се налази на надморској висини од 393 м.